# Отношения Соломоновых Островов и США
Отношения Соломоновых Островов и США — двусторонние отношения между Соломоновыми Островами и США. Дипломатические отношения между странами были установлены 7 июля 1978 года.

## История
Во время Второй мировой войны США воевали с Японией на Тихом океане, в том числе шли сражения и за Соломоновы Острова. В знак признания тесных связей между Соединёнными Штатами и Соломоновыми Островами во Второй мировой войне, Конгресс США финансировал строительство здания парламента этого государства. В 1978 году Великобритания признала независимость Соломоновых Островов и США установили дипломатический контакт с этой страной. Посол США в Папуа — Новой Гвинее также представляет интересы страны и на Соломоновых островах. В 2013 году США выделили 50 000 долларов для оказания помощи по преодолению последствий вспышки лихорадки денге, а в 2014 году предоставили помощь на сумму 250 000 долларов чтобы помочь Соломоновым Островам справиться с последствиями наводнений.

## Двусторонние экономические отношения
Соломоновы Острова представляет доступ рыболовным судам США в своих территориальных водах в обмен на денежную компенсацию. В рамках отдельного соглашения об оказании экономической помощи правительство Соединённых Штатов предоставляет 21 млн долларов США в год для государств этого региона.